# C'era una volta... Scugnizzi
C'era una volta... Scugnizzi è un musical teatrale scritto da Claudio Mattone (musiche e testi) ed Enrico Vaime (prosa) nel 2001, ispirato al film Scugnizzi diretto da Nanni Loy nel 1989.
Uscito nel 2001, ha conosciuto una nuova edizione nell'inverno 2010-2011.

## Trama
Due ragazzi, Saverio De Lucia e Raffaele Capasso detto “‘o russo”, reclusi nell'istituto di correzione per minori di Nisida, una volta liberi, prendono strade diverse. Si ritrovano dopo vent'anni. Il primo fa il prete "di strada" e si dedica al volontariato ed in particolare al recupero dei ragazzi del quartiere, l'altro è un camorrista e usa quei ragazzi come corrieri per i suoi loschi traffici. Tra i due nasce uno scontro di ideali e di personalità che si acuisce sempre di più, fino al punto che “‘o russo”, accecato dall'ira e incapace di affermare se stesso se non attraverso la violenza, arriverà ad uccidere Saverio. Ma il suo gesto, che all'inizio sembra una vittoria del camorrista, segnerà in realtà la sua sconfitta.
L'uccisione di Saverio darà a tutto il gruppo dei ragazzi la forza di ribellarsi alla camorra e di lanciare contro di essa un grido di protesta, disperato e liberatorio, che sbeffeggia il malavitoso e diventa il grido di tutta la città. È una storia semplice e popolare che si sviluppa tra riferimenti alla realtà e pura fantasia, ambientata a Napoli, ma riconducibile ai ragazzi e alle città di tutto il mondo.

## Cast

### Cast tecnico
- Scrittura: Claudio Mattone (musiche, testi e prosa) ed Enrico Vaime (prosa);
- Regia della prima edizione 2001: Bruno Garofalo
- Regia delle edizioni successive: Claudio Mattone con la collaborazione di Gino Landi
- Coreografia: Gino Landi
- Scenografia: Bruno Garofalo
- Costumi: Silvia Polidori

### Cast artistico
Il cast artistico è cambiato nell'edizione 2010-2011, utilizzando giovani attori provenienti dal carcere minorile di Nisida.

#### Edizione 2001
- Sal da Vinci: don Saverio
- Pietro Pignatelli: Raffaele "'o russo"
- Massimo Abbate
- Piero Pepe
- Stefania De Francesco: Rosa

#### Edizione 2002
- Sal da Vinci: don Saverio
- Massimiliano Gallo: Raffaele "'o russo"
- Massimo Abbate
- Piero Pepe
- Stefania De Francesco: Rosa

#### Edizione 2006
- Sal da Vinci: don Saverio
- Pietro Pignatelli: Raffaele "'o russo"
- Gennaro Piccirillo: il commissario
- Giorgio Romanelli: l'onorevole
- Lucio Bastolla: il direttore del riformatorio
- Carlo Caracciolo: Carmine
- Claudia Paganelli: Rosa

#### Edizione 2010
- Andrea Sannino: don Saverio
- Pierluigi Iorio: Raffaele "'o russo"
- Pippo Cangiano: il commissario Auriemma

#### Riconoscimenti
Con 600 repliche e più di 700 000 spettatori, prodotto e realizzato interamente in Italia e messo in scena per la prima volta al teatro Augusteo di Napoli il 15 marzo 2002, lo spettacolo ha vinto nel 2003 il premio ETI Olimpici del Teatro come miglior musical dell'anno.

## Le canzoni

### Atto primo
- Ouverture I atto
- Carcere 'E Mare
- Perzòne Perzòne
- Chiàmmamme
- Zoccole
- Arrangiàmmoce
- Io ce credo
- Quantu tiempo ce vo'
- Scètate Scè..!
- Niente Niente
- 'A Città 'E Pulecenella

### Atto secondo
- Ouverture II atto
- Gli imbianchini
- Stàteve Accòrte
- Ajere
- Parlanno Parlanno
- Cumannà
- 'O Russo è n'omm e merd
- Medley
- Magnifica Gente